# Barend Barendse

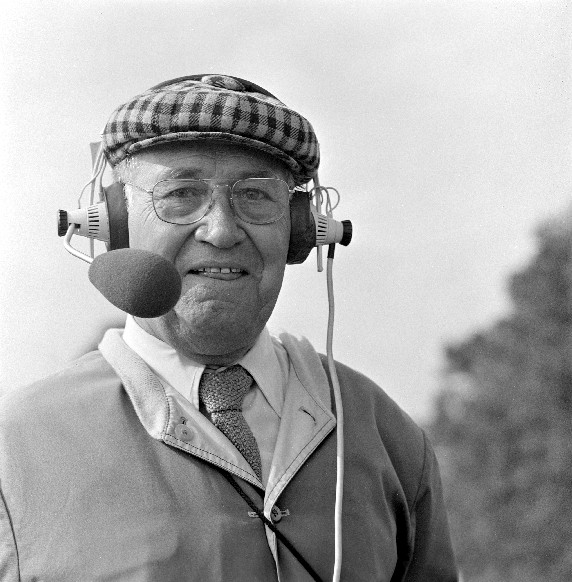
Barend Barendse in 1973

Barend Barendse (Amsterdam, 14 oktober 1907 – aldaar, 5 februari 1981) was een Nederlands sportverslaggever en presentator.

## Biografie

### Werk
Barendse werd het meest bekend als presentator van amusementsprogramma's van de NCRV, zoals Zeskamp, Spel zonder grenzen en het verzoekplatenprogramma Bij Barend. Een gevleugelde uitspraak was zijn eindafkondiging: "Ik pak mijn pet en druk mijn snor".
Barendse begon zijn loopbaan als kantoorbediende bij een verzekeringsmaatschappij. In de jaren 30 startte hij het cabaretgezelschap Bob Nelson. Hij maakte zijn radiodebuut bij Radio Herrijzend Nederland en werkte mee aan AVRO's Bonte Dinsdagavondtrein.
Tom Schreurs vroeg Barendse als verslaggever van het wielrennen. In deze functie versloeg hij regelmatig de Tour de France en andere wielerevenementen; vanaf 1952 ook voor de televisie. Toch is hij minder bekend geworden dan Jan Cottaar en Theo Koomen. Hij heeft wel een van de bekendste citaten uit de geschiedenis van de Nederlandse sportjournalistiek bijgedragen. Op 28 mei 1958 kreeg Barendse tijdens zijn verslag van Olympia's Tour door Nederland via de mobilofoon de melding: "Pflimlin is gevallen". Waarop Barendse riep: "Aan namen heb ik niks, rugnummers moet ik hebben". De melding had echter geen betrekking op een wielrenner, maar op de val van het Franse kabinet-Pflimlin.
De bekroning van zijn loopbaan was zijn eigen radioverzoekplatenprogramma Bij Barend, dat tussen 1972 en 1979 iedere zaterdagmiddag op Hilversum 3 van 2 tot 4 uur live door hem werd gepresenteerd. Onderdeel hiervan was een felicitatie aan echtparen die vijftig, zestig of zeventig jaar getrouwd waren en aan mensen die 90 of 100 jaar of ouder werden in de rubriek 'Eregalerij van de Oude Glorie'. Bij Barend behoorde tot de best beluisterde programma's van de Nederlandse radio.
Het programma was één seizoen op de televisie te zien onder de titel Vriendelijk welkom bij Barend (een gewone Amsterdammer met een pet). In deze periode was hij tevens commentator bij tv-programma's als Zeskamp, Spel zonder grenzen en de Mini-voetbalshow. Ook was hij panellid bij Zo Vader, Zo Zoon.

### Ziekte en overlijden
In 1980 werd een hersentumor bij hem ontdekt. Ondanks een ingrijpende operatie had hij echter nog maar een paar maanden te leven. Nadat er een rode tulp naar hem was vernoemd, werd Barendse op 18 november 1980 benoemd tot Ridder in de orde van Oranje Nassau. Dit was de kroon op zijn werk en hij was hier dan ook zeer trots op. In zijn dankwoord eindigde hij - in navolging van Luther - met "Hier sta ik, ik kan niet anders".
Hij overleed drie maanden later na een lijdensweg in het Prinsengrachtziekenhuis in zijn geliefde Amsterdam. In de rouwadvertentie werd door zijn familie de geruite pet, zijn handelsmerk, afgedrukt. Op de druk bezochte begrafenis - behalve familie en vrienden ook mensen uit de wieler-, artiesten- en omroepwereld - zong Johnny Kraaykamp "Er is een Amsterdammer doodgegaan". 